# 戈爾茲伯里鎮區 (密蘇里州豪厄爾縣)
戈爾茲伯里鎮區（英語：Goldsberry Township）是位於美國密蘇里州豪厄爾縣的一個行政鎮區。

## 地方資料
戈爾茲伯里鎮區的面積為117.51平方千米，當中陸地面積為117.40平方千米，而水域面積為0.11平方千米。根據2020年美國人口普查的數據，當地共有人口3906人，而人口密度為每平方千米33.24人。